# Louis Louvet (cyclisme)
Pour les articles homonymes, voir Louvet et Louis Louvet.
Louis Louvet, né le 12 juillet 1997 à Chalon-sur-Saône, est un ancien coureur cycliste professionnel français.
Il est notamment devenu champion de France juniors de contre-la-montre en 2015, vainqueur du Tour de Moselle en 2017, du Tour du Beaujolais et de la Boucle de l'Artois en 2019. 

## Biographie

### Famille
Il est le frère cadet du danseur étoile du Ballet de l'Opéra national de Paris, Germain Louvet.

### Débuts et passage à Creusot Cyclisme
Originaire de Bourgogne, Louis Louvet commence le cyclisme à l'âge de 8 ans, au VTT Givry. À son entrée au Lycée Emiland Gauthey, en classe sport étude, il intègre l'équipe cadets, puis juniors de Creusot Cyclisme. L'année suivante, il rentre au Pôle Espoir Cyclisme de Bourgogne à Dijon. Durant trois saisons avec Creusot Cyclisme, il découvrira la compétition au niveau national et gagnera de nombreuses courses. L'année de la révélation est la deuxième année junior, en 2015. Louis Louvet remporte cette année-là six courses de niveau National Juniors. 
Au cours de cette deuxième année juniors, Louis Louvet remporte le général de la manche de Coupe de France Junior, le Tour de la Communauté de Communes du Canton d'Aurignac. Spécialiste du Contre-la-Montre, il remporte également plusieurs contre-la-montre sur des épreuves fédérales juniors (par exemple, l'épreuve chronométrée du Tour du Pays d'Olliergues)
L'apothéose de ces années Creusot Cyclisme reste sa victoire aux championnats de France de cyclisme juniors de contre-la-montre le 20 août 2015. Il devance ce jour-là Alexys Brunel, dans la ville des Pieux, en Normandie.  
Louis Louvet compte en 2015 plusieurs sélections en équipe de France, notamment les Championnats d'Europe à Tartu en Estonie et les Championnats du monde à Richmond aux États-Unis. Outre des performances décevantes en contre-la-montre (26e), il participe à la médaille d'argent de Clément Bétouigt-Suire lors de la course en ligne du Championnat du monde juniors.

### 2016-2018: Progression au SCO Dijon

#### Saison 2016
A l'intersaison 2016, il décide de rejoindre le SCO Dijon, club de division nationale 1. Sous ses nouvelles couleurs, au sein de l'effectif qui dispute la Coupe de France DN1, il effectue une saison prometteuse, alors Espoir première année. Il signe 8 tops 10 au niveau national.
Cette première saison est aussi pour lui l'occasion de signer sa première victoire en espoirs, au Chrono des Nations des Herbiers.

#### Saison 2017
Étudiant en STAPS depuis septembre 2016 à l'Université de Bourgogne à Dijon, il continue ses études tout en profitant d'horaires aménagées pour s’entraîner. Cette saison 2017 le voit signer huit tops 10 dont quatre podiums.
Le point d'orgue de sa saison est le Tour de Moselle, en fin d'année, où il décroche, grâce à une deuxième place au contre-la-montre, la victoire au classement général final. Cette victoire surprise face à des grosses équipes étrangères (Lotto Soudal U23 notamment) fût une performance particulièrement remarquée. Il devance en effet au classement général des coureurs comme Emiel Planckaert, Kevin Geniets ou Bjorg Lambrecht.

#### Saison 2018
Devenu désormais l'un des coureurs protégés au sein de son équipe en 2018, Louvet obtient treize tops 10 au niveau national. Le 27 mai 2018, il remporte le contre-la-montre du Tour du Loiret (élite nationale). Il devance ce jour-là Stéphane Poulhiès et Stefan Bennett, terminant 4e du classement général final.
2018 est aussi la dernière saison de Louis Louvet au sein des coureurs de la Fondation FDJ. Durant les saisons 2016, 2017 et 2018, il a pu bénéficier de vélos Lapierre de contre-la-montre de l'équipe cycliste FDJ, ainsi que participer aux stages hivernaux et tests physiques de l'équipe cycliste professionnelle.

### 2019: Confirmation en élites amateurs, au CR4C Roanne
A l'intersaison 2018, Louis Louvet décide de rejoindre l'équipe du CR4C Roanne, vainqueur en titre de la Coupe de France DN1 et équipe du champion de France en titre Geoffrey Bouchard, passé professionnel en janvier 2019 chez AG2R La Mondiale.
Auteur d'un début de saison moyen, il enchaîne les bonnes performances à partir du mois de mai. Toujours placé jusqu'à la fin de la saison, sa régularité se traduit par 3 victoires en Élite Nationale, dix podiums, vingt-et-un tops 10 dont trois en Classe 2. Il termine d'ailleurs la saison au deuxième rang espoir du challenge DirectVélo (5e du classement général).
Fin octobre 2019, il annonce qu'il rejoint l'équipe continentale Saint Michel-Auber 93.

### Passage chez les professionnels

#### Saisons 2020 et 2021
Il commence sa carrière professionnelle sur le GP La Marseillaise (81e) avant de prendre part au Tour de La Provence où il est échappé lors de la 1re étape et désigné coureur le plus combatif du jour. Sa première saison au sein du peloton professionnel est tronquée par la pandémie de Covid-19 et il n'y connaît pas de résultats majeurs. 
Pour son deuxième jour de course de la saison 2021, il est échappé sur la première étape de l’Étoile de Bessèges. Il récidive lors de la troisième étape du Tour de la Provence.

### Retour chez les amateurs
Non conservé par Saint Michel-Auber 93, il retourne chez les amateurs en 2022 au sein du CC Étupes. En parallèle, il reprend également des études en master management à l'Emlyon. En juin, il annonce mettre un terme à sa carrière de coureur cycliste.

## Palmarès
| - 2013 - 2e du Chrono des Nations cadets - 2014 - Tour du Bourbonnais Charolais - 3e des Boucles du Canton de Trélon - 2015 - Champion de France du contre-la-montre juniors - Coupe de France juniors - Tour du Canton d'Aurignac : - Classement général - 1re étape - Tour de la Vallée de la Trambouze : - Classement général - 2e étape (contre-la-montre) - 2e étape du Tour du Pays d'Olliergues (contre-la-montre) - 3e du Tour du Pays d'Olliergues - 2016 - Chrono des Nations Espoirs | - 2017 - Tour de Moselle - 3e du Chrono des Nations Espoirs - 3e du Tour du Loiret - 2018 - 3e étape du Tour du Loiret (contre-la-montre) - 2019 - Tour du Beaujolais : - Classement général - 3e étape - Boucle de l'Artois - 2e du Tour du Loiret - 2e du Grand Prix de Cherves - 3e du Championnat Auvergne-Rhône-Alpes - 3e du Tour du Pays de Gex-Valserine |

## Classements mondiaux
| Année           | 2019 |
| --------------- | ---- |
| UCI Europe Tour | 985e |